# Bataille de Saint-Denis (Mons)
Pour les articles homonymes, voir Bataille de Saint-Denis.
Guerre de Hollande
Batailles
- Groenlo (06-1672)
- Solebay (06-1672)
- Zutphen (06-1672) (nl)
- Coevorden (06-1672)
- Nimègue(07-1672)
- Groningue (07-1672)
- Saint-Lothain (02-1673)
- Schooneveld (1re) (06-1673)
- Maastricht (06-1673)
- Schooneveld (2de) (06-1673)
- Texel (08-1673)
- Bonn (11-1673)
- Arcey (01-1674)
- Pesmes (02-1674)
- Gray (02-1674)
- Scey-sur-Saône (03-1674)
- Chariez (03-1674)
- Vesoul (03-1674)
- Arbois (03-1674)
- Orgelet (03-1674)
- Besançon (04-1674)
- Dole (05-1674)
- Sinsheim (06-1674)
- Salins (06-1674)
- Belle-Île (06-1674)
- Lure (07-1674)
- Faucogney (07-1674)
- Sainte-Anne (07-1674)
- Fort-Royal (07-1674)
- Seneffe (08-1674)
- Entzheim (10-1674)
- Mulhouse (12-1674)
- Turckheim (01-1675)
- Stromboli (02-1675)
- Fehrbellin (06-1675)
- Salzbach (07-1675)
- Consarbrück (08-1675)
- Altenheim (08-1675)
- Alicudi (01-1676)
- Agosta (04-1676)
- Philippsburg (05-1676)
- Palerme (06-1676)
- Maastricht (07-1676)
- Valenciennes (11-1676)
- Tobago (03-1677)
- Saint-Omer (03-1677)
- Cambrai (03-1677)
- La Peene (Cassel) (04-1677)
- Ypres (03-1678)
- Rheinfelden (07-1678)
- Saint-Denis (08-1678)

La bataille de Saint-Denis s’est déroulée les 14 et 15 août 1678 entre l’armée française, commandée par le maréchal de Luxembourg, et l’armée néerlandaise, commandée par Guillaume III, près de Saint-Denis, une petite localité non loin de Mons, en Belgique.
Ce fut la dernière bataille de la Guerre de Hollande (1672-1678). Elle eut lieu après que la paix fut signée entre la France et les Provinces-Unies au traité de Nimègue, le 10 août 1678.

## La bataille
Depuis le 18 mai 1678, l'armée française assiégeait Mons. 
Le traité entre la France et l’Espagne n’étant pas encore signé, il était dans l'intention des Français de créer des prétextes supplémentaires pour retarder la signature dans l'espoir que Mons tomberait pendant ce temps. Les troupes de Guillaume d'Orange, stationnant à proximité de Bruxelles, se portèrent au secours de la ville. Le maréchal de Luxembourg déplaça son quartier-général des Écaussinnes vers l'abbaye de Saint-Denis-en-Broqueroie.
Le vallon de l'Obrecheuil séparait les deux armées.
La nouvelle du report de la conclusion de la paix arriva jusqu’au camp du stathouder le 13 août, mais officieusement. Le matin du 14 août, Godefroi d'Estrades vint personnellement apporter les nouvelles au maréchal de Luxembourg ; ce dernier était sur le point d'envoyer le message au camp néerlandais, quand il entendit que le prince d’Orange était en train d’avancer avec son armée pour l’attaquer, et il estima que l'honneur le contraignait d’accepter le défi.
Aussitôt que le maréchal de Luxembourg eut acquis la certitude que le prince l'attaquait, il fait occuper le passage de l'abbaye de Saint-Denis-en-Broqueroie par quatre bataillons des Gardes françaises et plaça les deux autres bataillons au défilé de Castiau. Les quatre premiers s'emparèrent du sommet de la colline vis-à-vis de l'abbaye et se ruant sur l'ennemi qui s'était jeté dans les bois, l'en débusquèrent et lui prirent ses canons, après avoir supporté pendant sept heures un feu terrible. Pendant ce temps, les troupes qui gardaient le fond du défilé étaient également fort maltraitées. Un combat sanglant eut lieu entre Thieusies, Casteau et Saint-Denis. La nuit mit fin aux combats, les Français restèrent maîtres de tout le champ de bataille à l'exception de l'abbaye de Saint-Denis. Luxembourg leva le siège de Mons et les négociations avec l'Espagne avancèrent. 
Le traité entre la France et l’Espagne fut signé le 17 septembre 1678.
La bataille fut l'une des plus violentes de toute la guerre. Elle fit 5 000 victimes parmi les Alliés et près de 3500 dans le camp français.
Elle gagna le surnom de "boutade du prince d'Orange" auprès des hommes d'Etat de Hollande.

## Présents lors de la bataille
James Scott, le fils illégitime de Charles II (roi d'Angleterre), était présent à la bataille en tant que commandant de la brigade anglo-néerlandaise et s’y est distingué.
Menno van Coehoorn (le « Vauban hollandais ») était aussi présent, ainsi que le futur maréchal Hendrik van Nassau Ouwerkerk, dont on dit qu’il sauva la vie de Guillaume III durant la bataille en abattant un assaillant qui avait déjà son pistolet contre la poitrine du prince.
- Régiment des Gardes françaises
- Régiment de Montpezat
- Régiment de Vigier
- Régiment Royal-Navarre cavalerie
- Régiment du Dauphin cavalerie